# 다카쓰카사 노부코
다카쓰카사 노부코(일본어: 鷹司 信子, 1651년 ~ 1709년 음력 2월 7일)은 에도 시대의 여성으로 에도 막부 제5대 쇼군 도쿠가와 쓰나요시의 정실이다.
태정차관 종1위 다카쓰카사 노리히라의 딸로, 어머니는 고미즈노오 천황의 제1황녀인 분치 여왕(文智女王)이다. 여동생은 레이겐 천황의 중궁인 다카쓰카사 후사코이며, 6대 쇼군 도쿠가와 이에노부의 미다이도코로인 덴에이인과는 재종사촌이다.

## 생애
일찍이 도쿠가와 쓰나요시의 조부인 도쿠가와 히데타다는 자신의 딸인 도쿠가와 마사코를 고미즈오 천황의 중궁으로 삼기 위해서는, 후에 노부코의 어머니가 되는 제1황녀인 분치 여왕과 그 모후인 요쓰쓰지 요쓰코의 존재가 방해가 된다고 여겨 이 두 명을 궁중으로부터 추방한 뒤, 요쓰코의 친인척 등을 포함한 반대파들을 제거하는 등의 일이 있어 노부코와 에도막부의 사이에는 깊은 인연이 있었다.
간분 4년(1664년), 당시 다테바야시번주인 도쿠가와 쓰나요시와 결혼. 엔포 8년(1680년), 쓰나요시의 쇼군 취임에 의해 에도 성내의 오오쿠에 들어가게 된다.
쓰나요시의 생모였던 게이쇼인과는 사이가 나빴다고 여겨지며, 쓰나요시와의 부부사이에 대해서는 2명의 사이에 자녀가 없었던 점으로 미루어보아 좋지 못했다는 이야기가 있다.(다만, 역대 도쿠가와 막부의 쇼군과 미다이도코로 사이에서 자녀를 둔 적이 거의 없다는 것을 유의할 필요가 있다). 또, 쓰나요시의 측실인 오덴노가타가 후계자의 어머니로서 권세를 발휘하였기 때문에 오오쿠내에서의 문제도 많았던듯 보인다. 그러한 일들을 해결하기 위해서, 쓰나요시의의 총애를 오덴노가타로부터 떼어 놓기 위해서, 동생인 후사코를 통해서 황궁에서 가장 학문에 뛰어나다는 칭송을 듣던, 다이시노스케(典侍) 인 에몬노스케를, 미다이도코로측의 오토시요리로 삼아 오오쿠로 데려왔다. 그 이후 에몬노스케가 오오쿠 시녀들의 총지배를 담당하는 쇼군 측의 오토시요리가 되면서, 오오쿠 안에 쇼군의 측실로써 오오스케를 들여, 문신파로서 오덴노가타와 게이쇼인에 대항하였다.

## 사후
호에이 6년(1709년), 남편인 쓰나요시가 죽은 지 한 달도 지나지 않아서 향년 59세의 나이로 사망하였다. 묘소는 도쿄도 다이토구의 관영사다.
쓰나요시가 죽은 지 얼마 되지 않아 노부코가 죽은 일로 노부코가 자신의 오토시요리와 함께 모의하여 쓰나요시를 살해한 이후 본인도 자살하였다는 이야기가 전해진다. 실제로 드라마 오오쿠(2003년)에서도 이 이야기가 나오지만 신빙성은 없다.